# Maria Eva Sophia von Starhemberg

Entwurfszeichnung ihres Grabes im Straßburger Münster

Landgräfin Maria Eva Sophia von Hessen-Rotenburg (* 28. Oktober 1722 in London; † 12. Dezember 1773 in Straßburg), geborene Gräfin von Starhemberg.

## Familie
Sie ist die Tochter von Konrad Sigismund Graf von Starhemberg (1689–1727) und Maria Leopoldine zu Löwenstein-Wertheim-Rochefort (1689–1763), Tochter von Maximilian Karl von Löwenstein-Wertheim-Rochefort.
In erster Ehe war Sophia von Starhemberg mit dem Prinzen von Oranien, Willem Hyazinth von Nassau-Siegen (1666–1743) verheiratet, aus der jedoch keine Kinder hervorgingen. Nach seinem Tod 1743 ging sie 1745 eine zweite Ehe, mit Ernst Konstantin, Landgraf von Hessen-Rotenburg, ein. Aus dieser Verbindung stammen fünf Söhne und sechs Töchter:
- Karl Emanuel (1746–1812) ⚭ Leopoldine von Liechtenstein (1754–1823)
- Alois (1749)
- Christian (1750–1782), Priester
- Karl (1752–1821), französischer General, („Citoyen Hesse“)
- Ernst (1758–1784) ⚭ Christine von Bardeleben (1765–1835)
- Klementine Franziska Ernestina Leopoldina (1747–1813), Äbtissin in Susteren, Limburg
- Maria Hedwig Eleonora (1748–1801) ⚭ Jacques Léopold de La Tour d’Auvergne, Herzog de Bouillon (1746–1802)
- Maria Antonie Friederica Josepha (1753–1823)
- Wilhelmine Maria (1755–1816), Nonne
- Leopoldine Luisa Maria (1756–1761)
- Friederike Christina Maria (1760)

## Grablege
Laut der zeitgenössischen Beschreibung von Philippe-André Grandidier starb die katholische Landgräfin am 12. Dezember 1773 im Straßburger Bischofssitz und wurde im Langhaus des Straßburger Münsters beigesetzt. Ihr Ehemann ließ bis zum August 1781 ein Epitaph in einer Seitenkapelle (Chapelle Sainte-Catherine du transept sud) ausführen. Als Bildhauer wird ein Pertois genannt, der mutmaßlich identisch sein könnte, mit dem Straßburger Bildhauer Jean-Baptiste Pertois (1733 – 1812), von dem sich das Epitaph für Johann Daniel Schöpflin in der Straßburger Thomaskirche erhalten hat. Grandidier zitiert die Inschrift auf dem oberen Säulen-Postament mit: Anglia me genuit / Educavit Austria, / Bis nupsit imperium, Gallia seplivit.
Die heute noch in Hessen erhaltenen lavierte Federzeichnung ihres Epitaphs trägt in der Sockelzone die lateinische Inschrift: Hic jacet serenissima, nobilis et potens Domina Maria-Sophia, comitissa de Starhemberg, nupta primum serenissimo principi Hyacintho de Nassa-Siegen, secundum serenissimo principi Constantino, Landgravio Hessio-Rhenofeldensi, principi Hersfeldiae, comiti Cattimelicoci, Deciae, Ziegenhainae, Nidae et Schaumburgi, supremi odini velleris aurei equiti, sacrae caesareae regiae et apostolicae majestatis vice-marescallo. Obiit Argentianae XII decembris anno salutis MDCCXXIII aetatis LI. / In aeternum amoris pignus mariti religio posuit / Requiescat in pace. In der darüber liegenden Frieszone ein Doppelwappen sowie ein seine Jungen nährender Pelikan. Als Bekrönung ein pyramidaler vasenbekrönter Pilaster. Davor auf einer runden Trommel das Porträtrelief der Verstorbenen, flankiert von zwei Putti, der rechte ein Kreuz tragend. Das gesamte Denkmal an einer Wand positioniert im Stirnfeld eines spitzbogigen gotischen Jochs.
Jean-Frédéric Hermann erwähnt, dass das Epitaph wohl nicht fertiggestellt wurde, da der Auftraggeber mit der Bezahlung in Rückstand geriet. Joseph Gass erwähnt die Beschädigungen am Denkmal während der Französischen Revolution und die Translozierung des Denkmals in den Innenhof des angrenzenden Priesterseminars (2 Rue des Frères, 67000 Strasbourg) im Jahr 1793. An der Südwand des Innenhofes befinden sich die ruinösen Reste noch heute.